# Зарудье (Збаражская городская община)
Зарудье (укр. Заруддя) — село в Збаражской городской общине Тернопольского района Тернопольской области Украины.
Код КОАТУУ — 6122483301. Население по переписи 2001 года составляло 767 человек.
До 2020 года входило в Збаражский район.

## Географическое положение
Село Зарудье находится на правом берегу реки Гнезна, недалеко от её истоков,
ниже по течению на расстоянии в 1 км расположено село Олишковцы.
Через село проходит автомобильная дорога М-19 (E 85).

## История
- 1651 год — дата основания.

## Объекты социальной сферы
- Школа.
- Клуб.
- Амбулатория.

## Достопримечательности
- Братская могила советских воинов.